# Tramway de Pithiviers à Toury
Tramway de Pithiviers à Toury (skr. TPT) – obecnie turystyczna, a dawniej publiczna linia kolei wąskotorowej (rozstaw szyn: 600 mm) łącząca pierwotnie francuskie miejscowości Pithiviers i Toury, znajdujące się w Regionie Centralnym, w departamencie Loiret.

## Linia pierwotna

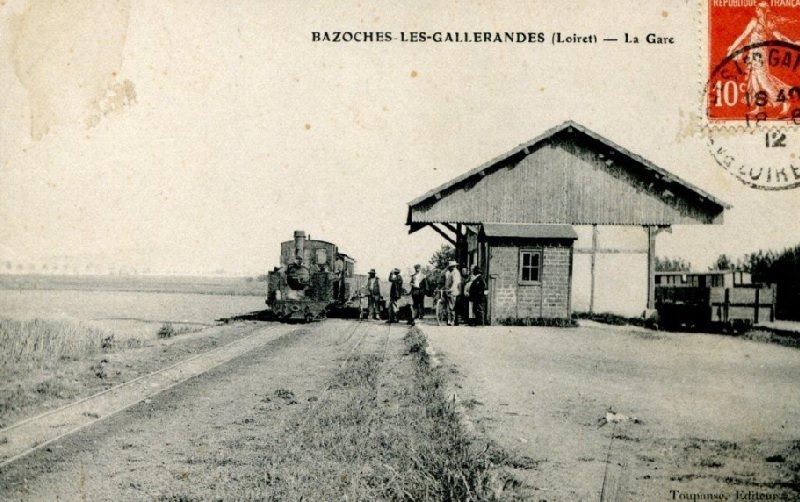
Dworzec w Bazoches-les-Gallerandes (1912)

Linię zbudowano w 1892. Miała ona długość 31 kilometrów. Nazwa "tramwaj" została nadana z uwagi na przebieg torowiska, niemal na całej trasie, leżącego na poboczu lokalnych dróg. Podstawowym celem powstania linii był transport pasażerów między dwoma miastami: Pithiviers i Toury. W początkowym okresie po linii kursowało sześć parowozów typu Decauville (seria „AB”). Później na linię sprowadzono wagon motorowy serii Le Crochat AT1. Z czasem głównym przedmiotem transportu na linii stały się buraki cukrowe dowożone do cukrowni w Pithiviers i Toury. Na linii znajdowało się kilka punktów ładunkowych, na których poszczególne gospodarstwa mogły załadować buraki celem dowozu do jednej z dwóch cukrowni. Najcięższe składy przewoziły do 250 ton buraków. Popularyzacja transportu samochodowego położyła kres przewozom pasażerskim w 1952, a potem towarowym, w grudniu 1964.
Trzon floty parowozów w końcowych latach służby kolei, stanowiły cztery parowozy o układzie osi 0-8-0T, które zostały zbudowane w latach 1944-1945 dla armii niemieckiej i były wcześniej określane jako klasa KDL (Kriegs Dampf Lokomotiven, układ osi 0-8-0). Wiele z tego typu lokomotyw zostało zakupionych przez francuskie koleje buraczane po zakończeniu II wojny światowej i wszystkie zostały przebudowane na układ osi 0-8-0T. Na linii służyły także trzy parowozy ex-WDLR Alco-Cooke o układzie osi 2-6-2T i Hunslet 4-6-0T, choć ten ostatni był już wówczas wycofany z użycia. Park lokomotyw uzupełniały francuskie i niemieckie lokomotywy spalinowe o układach osi 0-6-0, 0-10-0 i 0-4-4-0.

## Trasa muzealna
W 1966 r. powstało Association du Musée des Transports de Pithiviers (AMTP), którego celem było zachowanie dziedzictwa technicznego kolei lokalnych, w tym TPT. Dzięki wsparciu Fédération des Amis des Chemins de Fer Secondaires (FACS) oraz l'Association du Musée des Transports Urbains, Interurbains et Ruraux (AMTUIR) Rada Generalna Departamentu Loiret, ówczesny właściciel linii oraz infrastruktury, wyraził zgodę na otwarcie muzeum kolei. Stowarzyszeniu przekazano dwa parowozy, wagon motorowy Crochat AT1 oraz wagony towarowe, co pozwoliło na rozpoczęcie działalności turystycznej. Inauguracja Muzeum Transportu w Pithiviers (fr. Musée des Transports de Pithiviers) miała miejsce 23 kwietnia 1966 i była połączona z przejazdami pociągów specjalnych. Wagony osobowe zaprojektowano na podwoziach wagonów towarowych nawiązują swoją formą do wyglądu wagonów pasażerskich typu Decauville „KE”. W początkowym okresie pociągi specjalne dojeżdżały do Ormes, do odgałęzienia bocznicy znajdującego się 3,2 kilometra od muzeum. W 1971 przedłużono trasę turystyczną do obecnej pętli Bellebat (dodano wówczas odcinek torowisk o długości 800 metrów). W Bellebat nie było dawniej żadnej ładowni lub przystanku. Zbudowano tu stację od podstaw. Z biegiem lat kolekcja taboru i pamiątek została wzbogacona o nowe eksponaty, tak z Francji, jak i z zagranicy. Muzeum w swojej kolekcji, oprócz taboru kolejowego, posiada też tramwaje i autobusy.

## Galeria

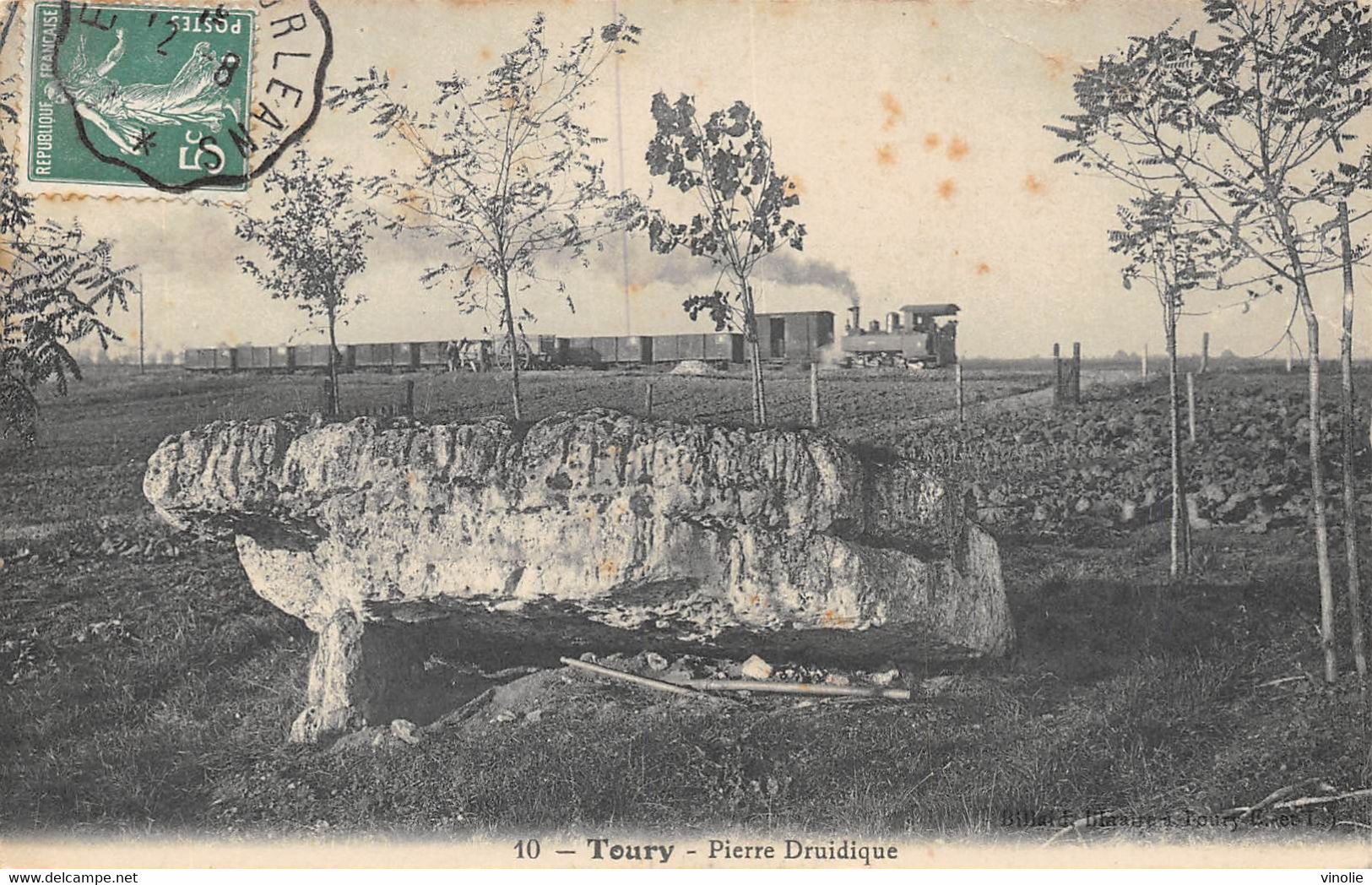
Skład w okolicy Toury (około 1910)
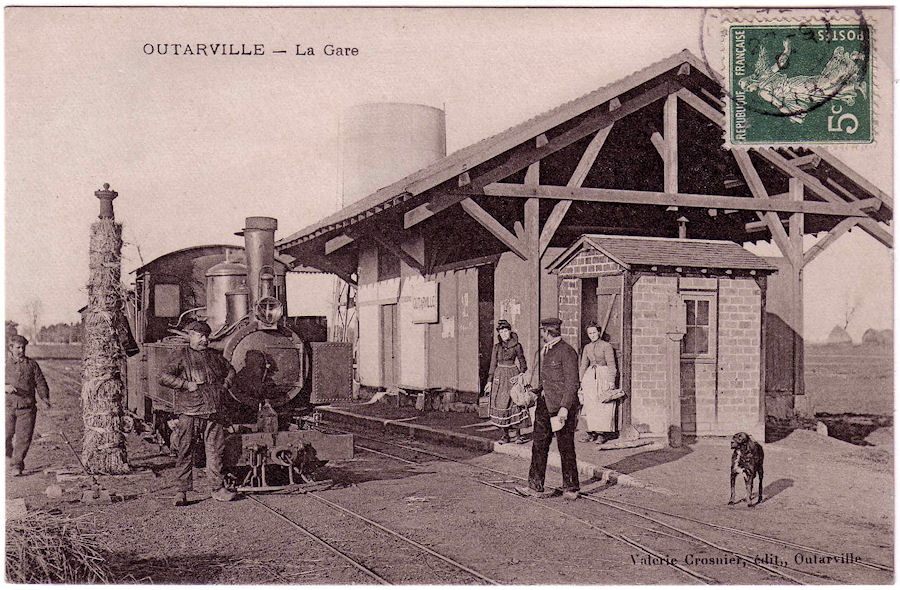
Stacja Outarville (około 1910)
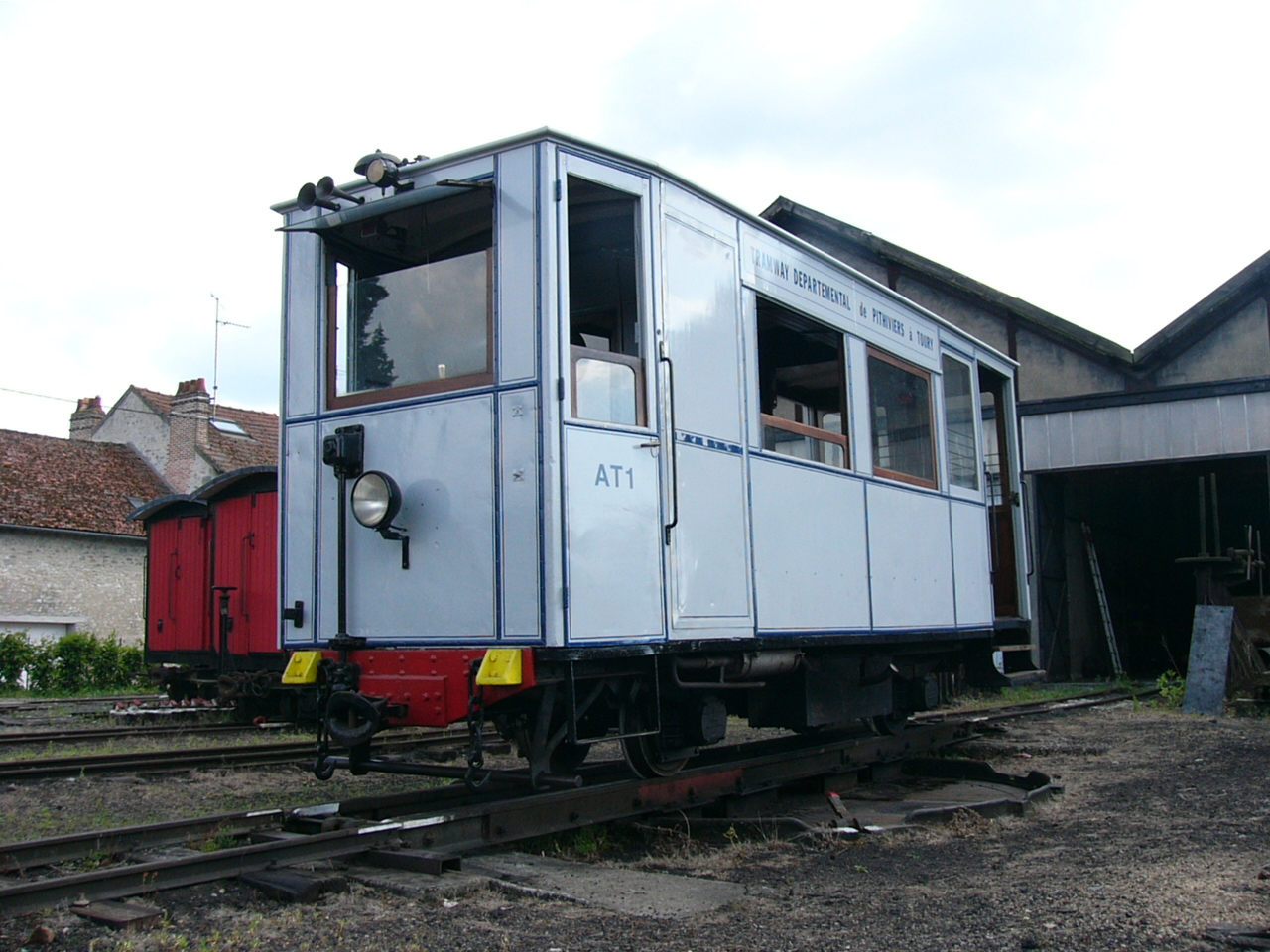
Wagon motorowy AMTP 020 Crochat (2009)
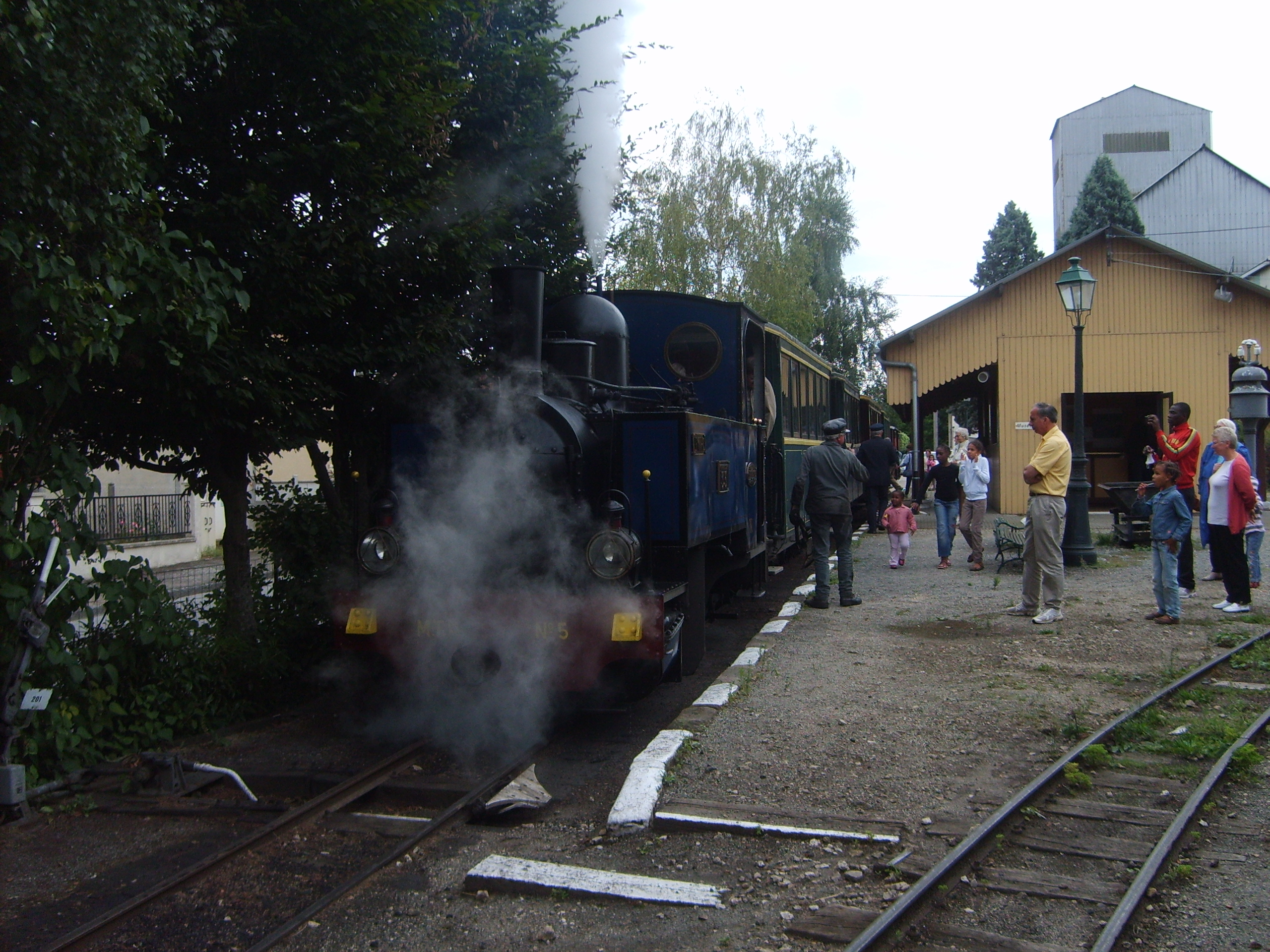
Ruch turystyczny: parowóz 030 T Blanc-Misseron n° 5 MTP w Pithiviers (2008)